# Frank van Bakel
Frank van Bakel (* 4. Dezember 1958 in Deurne (Noord-Brabant)) ist ein ehemaliger niederländischer Radrennfahrer und nationaler Meister im Radsport.

## Sportliche Laufbahn
Frank van Bakel war im Querfeldeinrennen (heutige Bezeichnung Cyclocross) und im Mountainbikesport aktiv. Von 1985 bis 1994 war er Berufsfahrer. Bei den Cyclocross-Weltmeisterschaften 1981 wurde er 42., 1982 22. 1984 gewann er beim Sieg von Radomír Šimunek die Bronzemedaille in den Rennen der Amateure. 1985 wurde er 5. Als Profi wurde er 1986 8., 1987 6., 1989 12., 1990 4., 1991 6., 1992 20., 1993 13., 1995 22. Bei den nationalen Meisterschaften im Querfeldeinrennen holte er 1984 den Titel der Amateure. Meisterschaftsdritter wurde er 1986, 1987, 1990. 1991 gewann er die Meisterschaft im Moutainbikefahren. 1985 siegte er in der Superprestige Rennserie.